# 田尾啓一
田尾 啓一（たお けいいち）は、兵庫県出身の経営学者。立命館大学教授。京都大学理学部卒業後、三井情報開発株式会社に勤務し、企業の情報システム構築や調査研究を担当。その後、公認会計士を取得し、1980年監査法人トーマツの代表社員を経て、現在、アビームコンサルティング執行役員。
企業への会計システムの導入を行い、コンサルティングを手がけている。2005年、技術経営を専攻する立命館大学大学院テクノロジー・マネジメント研究科の教授に就任した。2007年には日本版SOX法の研究を行う団体のAfter J-SOX研究会で座長を務めている。

## 近隣者
三井情報開発株式会社に勤務していた頃の上司が、同じ立命館大学大学院テクノロジー・マネジメント研究科教授の香月祥太郎である。

## 著作

### 単著
- 『グループ経営の財務リスクマネジメント』（中央経済社, 2007年）ISBN 978-4502394201

### 共著
- （林寛威）『企業活力総合分析』（東洋経済新報社, 1989年）
- （林寛威・小合一太郎・柴垣邦彦）『日立オフィスプロセッサによる企業活力総合分析――HI-TOCCATA活用法』（東洋経済新報社, 1991年）

### 編著
- 『現代ファイナンス講座（6）デリバティブと金融技術革新』（中央経済社, 2001年） ISBN 978-4502352621

### 訳書
- アーサー・F・ホルトマン、ドナルド・C・マン編『金融データベース・マーケティング――米国における業務とシステムの実態』（東洋経済新報社, 1993年）